# Wildsee (Fieberbrunn)
Der Wildsee, auch Wildseelodersee oder Wildalpsee genannt, ist ein Bergsee in den Kitzbüheler Alpen in Tirol. Er liegt auf 1847 m Höhe eingebettet zwischen dem Wildseeloder (2119 m) im Westen und der Henne (2078 m) im Osten im Gemeindegebiet von Fieberbrunn. Er hat eine Fläche von 2,5 Hektar und eine maximale Tiefe von rund elf Metern.

## Geographie
Es handelt sich um einen typischen Karsee, dessen Mulde durch einen Gletscher in der letzten Eiszeit gebildet wurde. Seinen Namen hat er von der unterhalb liegenden Wildalpe. An seinem nördlichen Ufer befinden sich das Wildseeloderhaus und eine kleine Kapelle. Aufgrund seiner idyllischen Lage und relativ leichten Erreichbarkeit ist er ein beliebtes Wanderziel.
Der Wildsee wird durch einen kleinen Bach am nördlichen Ende entwässert, der nach kurzer Strecke in einer Doline verschwindet und drei Kilometer weiter östlich in den Schreienden Brunnen im Hörndlinger Graben wieder zu Tage tritt.

## Geschichte
Der See gehörte einst dem Kloster Rott, das ihn 1568 den adeligen Brüdern Hanns und Carl Rosenberger als Erblehen überließ, da er für das Kloster wertlos und nicht fischbar war.
Im Jahr 1790 berichtet der Hofmarkschreiber Simon Millinger: „der angemerkte Wild Alp See haltet in Umriß 370 Klafter (Anm.: rund 650 m), im Tiefisten ort halt Er 42 Gwerschuch (Anm.: rund 13,3 m), darin sind viele, aber ganz kleine, freie Fisch.“
Um die Entstehung des Wildsees rankt sich eine Sage, wie sie in ähnlicher Form von vielen Seen im Alpenraum berichtet wird: Die Sennerinnen und Senner der Gegend verfielen mit der Zeit in frevelhaften Übermut, kegelten beispielsweise mit Brot- und Käselaiben. Dieses Treiben wurde vom Himmel mit Blitz und Donner bestraft. Als das Unwetter vorüber war, fand man an der Stelle der Almhütten einen See, in dem die Frevler verschwunden waren.